# Zwartenhoekse Kreek
De Zwartenhoekse Kreek is een kreekrestant ten zuidwesten van Axel, gelegen in de Bewesten Blijpolder.
Het gebied sluit in het noordoosten aan op de Smitsschorre. Het bestaat uit kreekresten en drassige weilanden, waar weidevogels als kievit, grutto en watersnip leven.
Een deel van het gebied, met name de zuidkant, is toegankelijk. Hier liggen enkele, deels dichtgegroeide, wandelpaden.
Het gebied is 37 ha groot en is eigendom van Staatsbosbeheer.